# Bruine roest (Puccinia triticina)
Bruine roest (Puccinia triticina, syn.: Puccinia recondita f.sp. triticina)  is een heteroecische roest die tot de Basidiomycota behoort en voor het eerst werd beschreven door Jakob Eriksson. In warme jaren kan de schimmel op gewone tarwe veel schade geven. De tarwerassen zijn verschillend vatbaar voor bruine roest. Door het optreden van nieuwe fysio's kunnen rassen die vroeger resistent waren toch aangetast worden.

## Levenscyclus
De schimmel heeft een ingewikkelde cyclus, waarbij ruit de primaire waardplant/gastheer is. De schimmel tast ook het blad van de secundaire waardplant de gewone tarwe aan. Op gewone tarwe worden teleutosporen, basidiosporen en urediniosporen gevormd en op ruit spermatiën op de voorkant van het blad en aeciosporen op de achterkant.

## Morfologie
Spermogonium
De honingkleurige, flesvormige spermogonia zitten op de voorkant van het blad in tot 1,5 cm grote vergeelde plekken. Ze vormen ook hyfen die fungeren als mannelijke en vrouwelijke gameten. De spermatiën zijn 2-3 µm groot en zitten in een nectarachtige exsudaat dat insecten aantrekt en die de sporen verspreiden. Spermatiën zijn de eerste eenkernige, haploïde sporen in de levenscyclus van de schimmel. De spermatiën worden verspreidt door de wind of door insecten. Als een spermatium van een ander paringstype op een receptieve hyfe van het spermogonium komt, wordt door celdeling een tweekernig mycelium gevormd, dat nog wel haploïde is. Dit tweekernige mycelium vormt vervolgens een aecium.
Aecium
De bekervormige, geeloranje aecia zitten op de achterkant van het blad. Het peridium is bleekgeel. De aeciosporen zijn 20 µm groot.
Uredinium
Na infectie van gewone tarwe door de aeciosporen ontstaan op zowel de voor- als achterkant van de bladeren en bladscheden verspreid liggende, ronde, bruine, 1,5 mm grote sporenhoopjes (uredinia) vaak omgeven door een lichtgroene kring. In de sporehoopjes worden de tweekernige, bolvormige, oranjebruine, 20 μm grote urediniosporen gevormd, die in de loop van het seizoen voor verdere infectie zorgen. De dikke sporewand is stekelig en heeft tot acht kiemporen. Ongeveer 10 tot 14 dagen na het begin van een infectie door een urediniospore worden weer nieuwe urediniosporen gevormd.
Telium
Aan het eind van het groeiseizoen worden de telia gevormd. De tweekernige, bruinzwarte, tweecellige teliosporen zijn 25-27 × 20-23 µm groot, hebben een gladde celwand en een verdikte topwand. In het voorjaar vormt de kiemende teliospore basidia met basidiosporen, die ruit infecteren en daar spermogonia vormen.

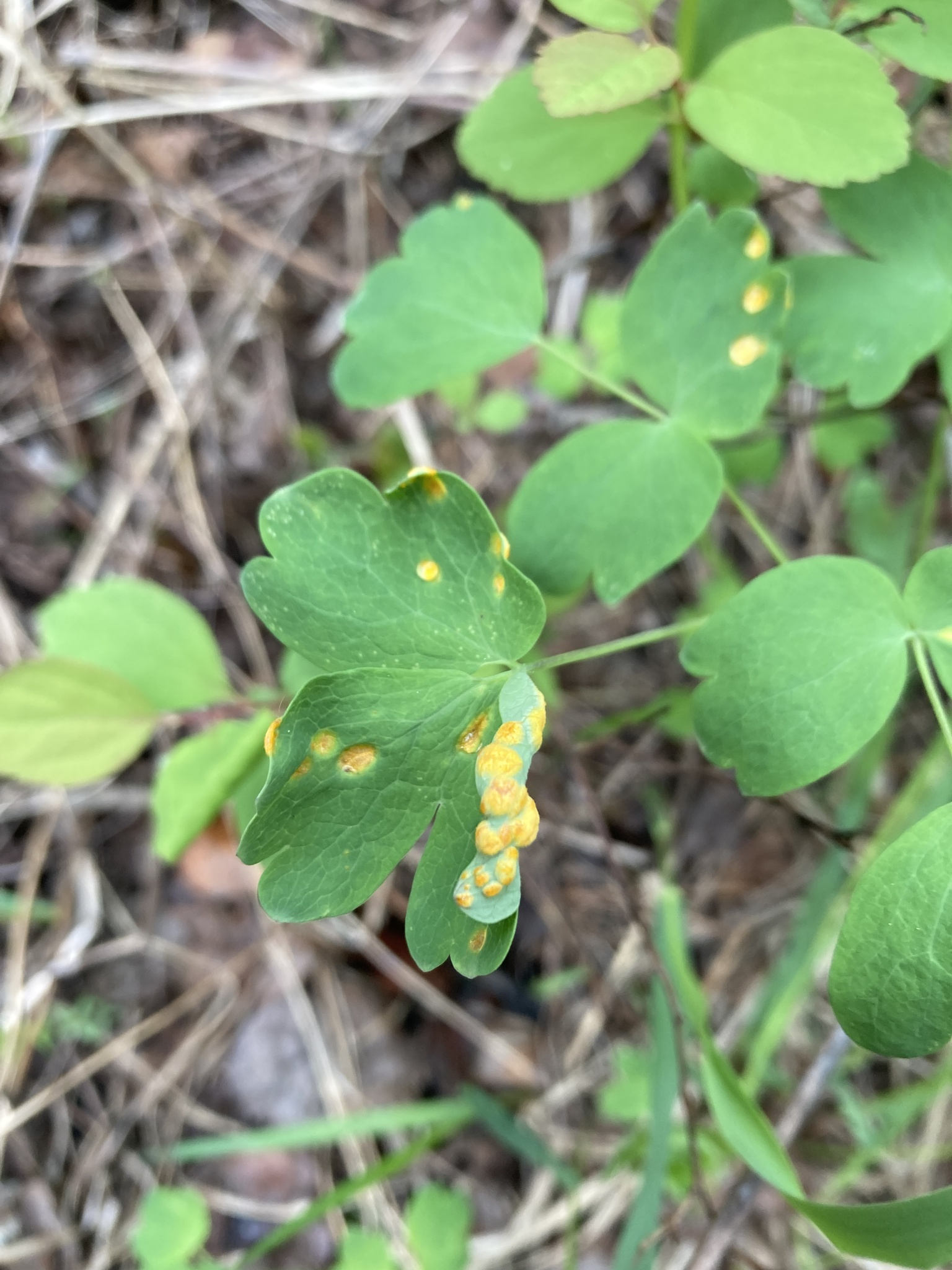
Spermogonia en aecia op Thalictrum occidentale
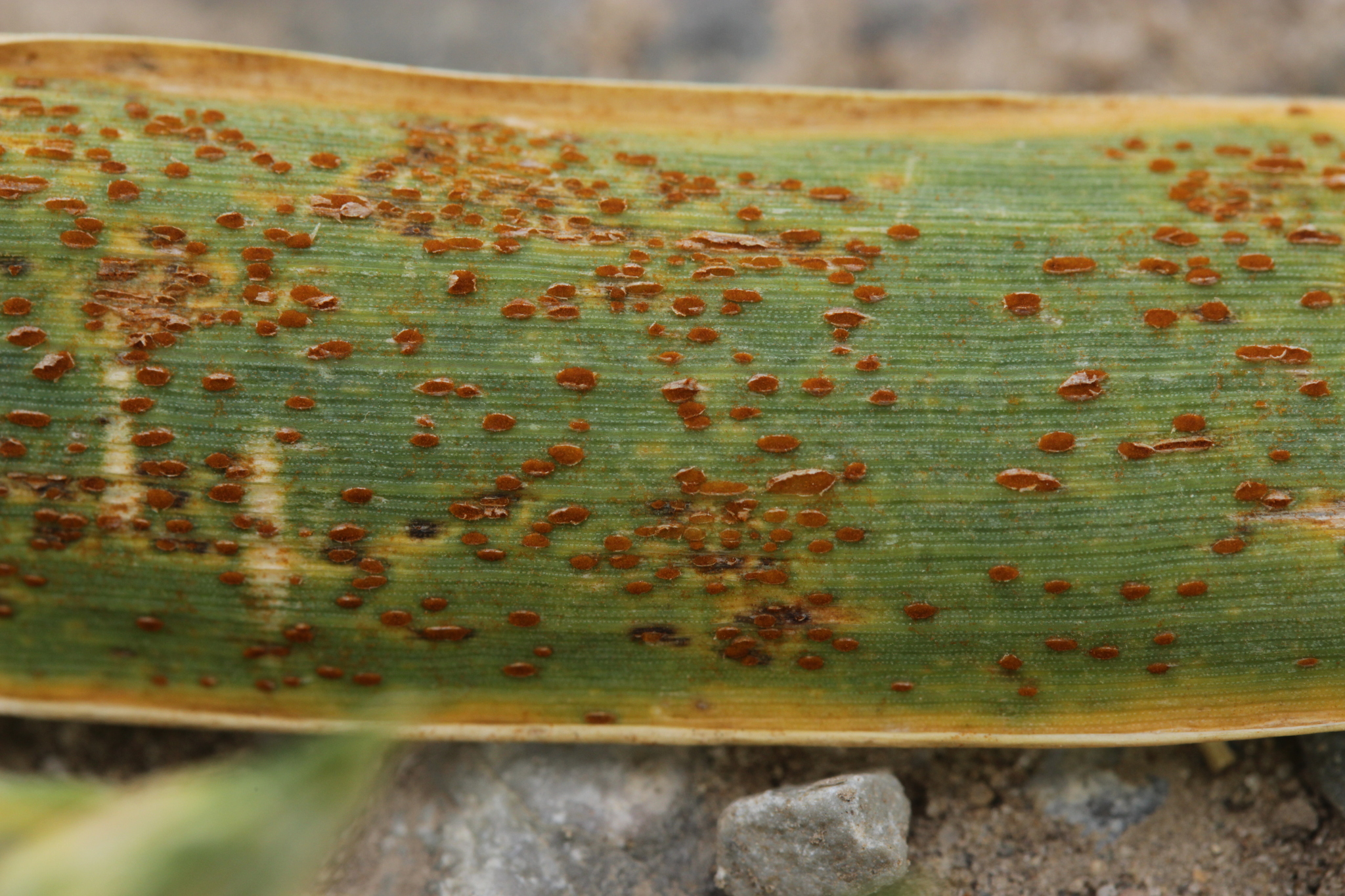
Uredinia op gewone tarwe
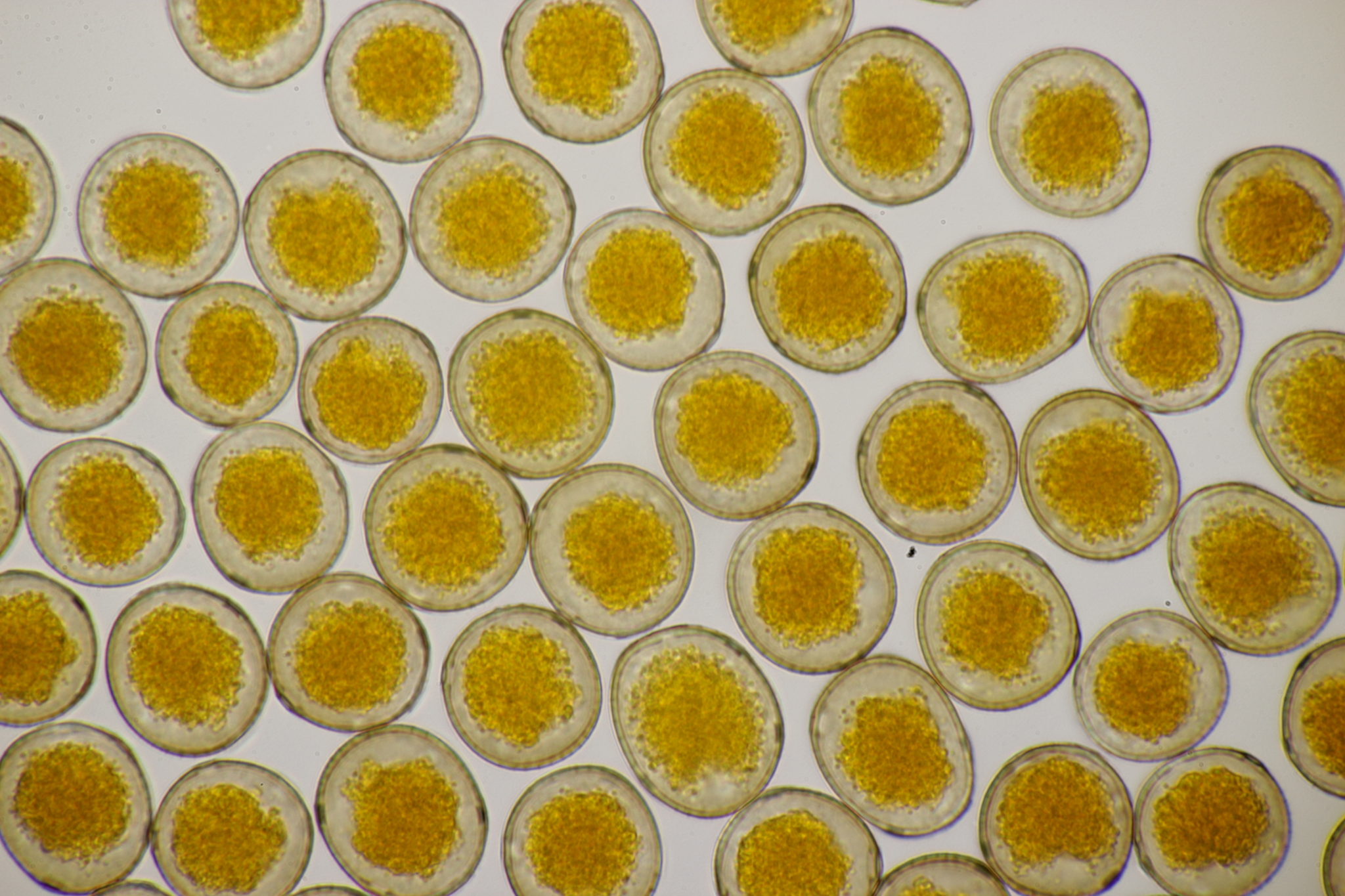
Urediniosporen op gewone tarwe
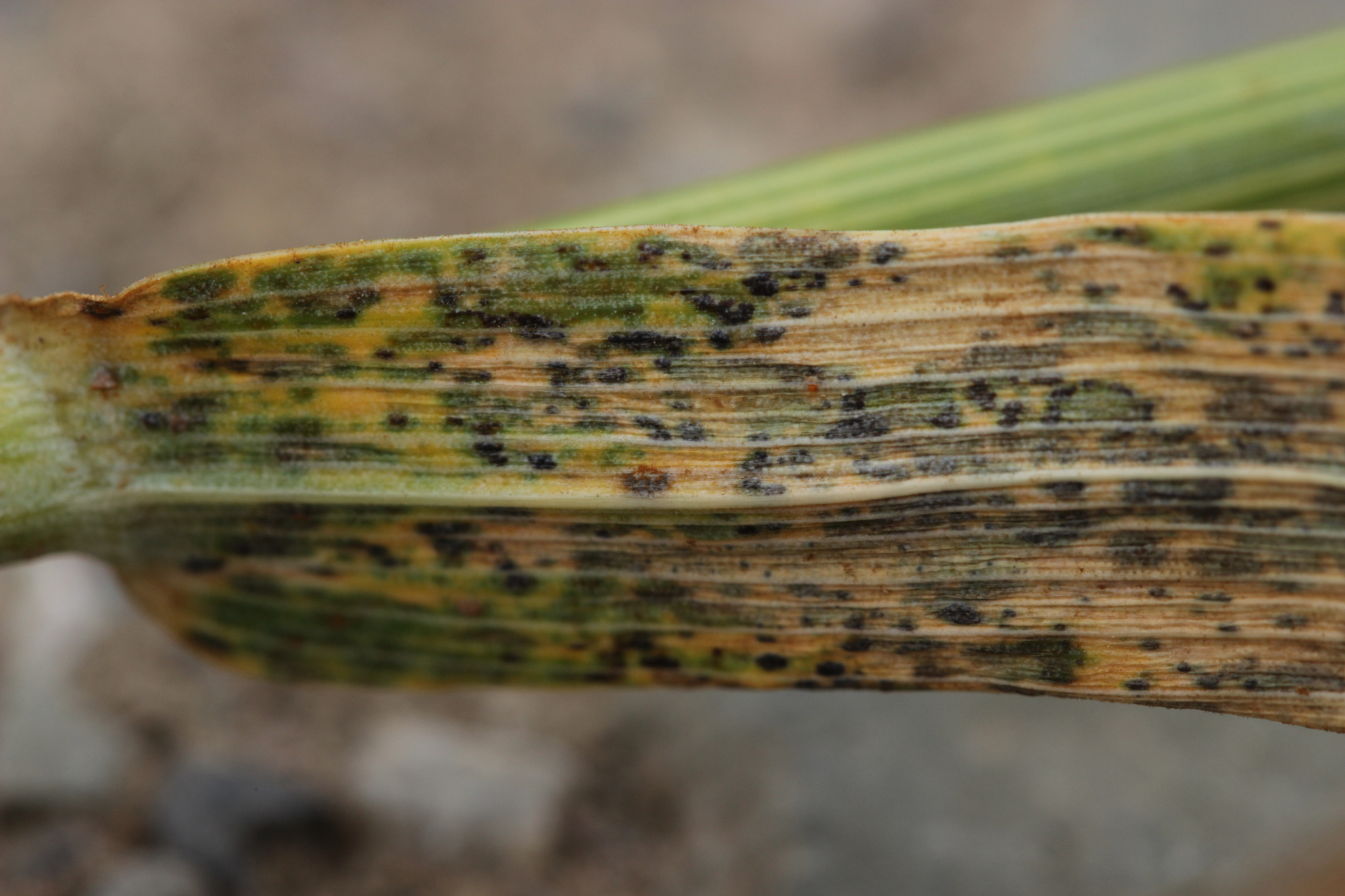
Telia op gewone tarwe
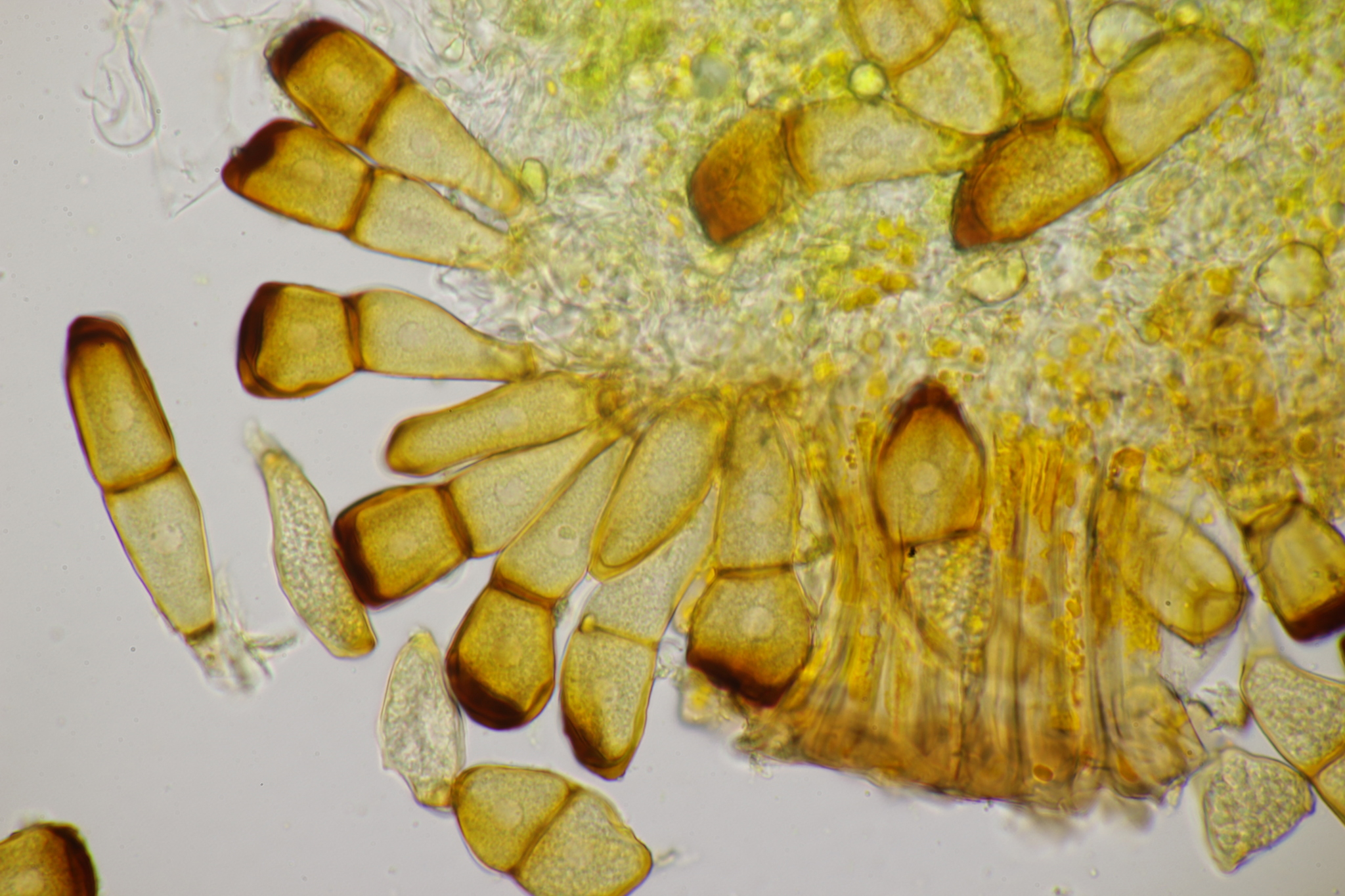
Teliosporen op gewone tarwe

## Verspreiding
Puccinia triticina komt over de gehele wereld voor.